# 1982 w literaturze
Wydarzenia literackie w 1982 roku.

## Wydarzenia
- polskie
  - w Poznaniu założono tygodnik Wprost

## Proza beletrystyczna i literatura faktu

### Język polski
- Wiesław Andrzejewski – Morza niespokojne (Krajowa Agencja Wydawnicza)[1]
- Jan Himilsbach – Łzy sołtysa (Czytelnik)[2]
- Krzysztof Kąkolewski – Notatka (Książka i Wiedza)[3]
- Wojciech Karpiński – Pamięć Włoch (Wydawnictwo Literackie)
- Stanisław Lem – Wizja lokalna (Wydawnictwo Literackie)[4]
- Aleksander Minkowski – Odmieniec (Książka i Wiedza)[5]
- Marek Nowakowski
  - Opowieść o kocie Gacku (Nasza Księgarnia)
  - Raport o stanie wojennym (Instytut Literacki)
  - Wesele raz jeszcze! Zdarzenie w Miasteczku (Państwowy Instytut Wydawniczy)
  - Zakon kawalerów mazowieckich (Krąg)
- Ewa Maria Ostrowska – Co słychać za tymi drzwiami (Młodzieżowa Agencja Wydawnicza)[6]
- Maciej Parowski – Twarzą ku ziemi
- Janusz A. Zajdel
  - Limes inferior(Wydawnictwo Iskry)[7]
  - Ogon diabła (Krajowa Agencja Wydawnicza)[8]
- Wiktor Żwikiewicz – Druga jesień

### Inne języki
- Isabel Allende – Dom duchów (La casa de los espíritus)
- Arthur C. Clarke – 2010: Odyseja kosmiczna (2010: Odyssey Two)
- Bohumil Hrabal
  - Domácí úkoly z pilnosti
  - Městečko u vody
- Haruki Murakami – Przygoda z owcą (Hitsuji o meguru bōken)

### Tłumaczenia
- Richard Adams – Wodnikowe Wzgórze (Watership Down), przeł. Krystyna Szerer (Państwowy Instytut Wydawniczy)[9]
- Lloyd Cassel Douglas – Wielki Rybak (The Big Fisherman)
- Janwillem van de Wetering – Siła wyższa (Het lijk in de haarlemmer houttuinen), przeł. Andrzej Dąbrówka (Czytelnik)[10]

## Nowe dramaty
- polskie
  - Helmut Kajzar – Wyspy Galapagos
  - Sławomir Mrożek
    - Vatzlav
    - Ambasador

  - Marek Nowakowski – Życiorys Tadeusza Nawalanego, czyli „Solidarność” ma głos (słuchowisko radiowe) (Kultura) nr 3 s. 35-53
- zagraniczne
  - Arthur Miller
    - Coś w rodzaju miłości (Some Kind of Love Story)
    - Elegia dla jednej pani (Elegy for a Lady)

## Nowe poezje
- polskie
  - Czesław Miłosz – Hymn o perle
- polskie antologie
- zagraniczne
  - Giennadij Ajgi – Zauważona zima (Отмеченная зима)
- zagraniczne antologie
- wydane w Polsce tomy i wybory utworów poetów obcych

## Nowe prace naukowe
- polskie
- zagraniczne
  - Bellarmino Bagatti – Il combattimento di Adamo. Testo arabo inedito con traduzione italiana e commento (razem z A. Battistą)

## Urodzili się
- 23 lutego – Kateryna Michalicyna, ukraińska poetka, autorka książek dla dzieci, tłumaczka i redaktorka
- 24 czerwca – Jakub Ćwiek, polski pisarz
- 25 czerwca – Jakub Małecki, polski pisarz
- 20 września – Michael Koryta, amerykański pisarz powieści kryminalnych
- 18 października – Marta Kisiel, polska pisarka
- Jessie Burton, brytyjska pisarka
- Paul-Henri Campbell, pisarz niemiecko-amerykański
- Omar El Akkad, egipsko-kanadyjski dziennikarz i pisarz

## Zmarli
- 17 stycznia – Warłam Szałamow, rosyjski prozaik i poeta (ur. 1907)
- 27 stycznia – Alexander Abusch, niemiecki dziennikarz, publicysta, krytyk literacki, poeta (ur. 1902)
- 3 lutego – Efraín Huerta, meksykański poeta, dziennikarz i publicysta (ur. 1914)
- 12 lutego – Czesław Chruszczewski, polski autor fantastyki (ur. 1922)
- 26 lutego – Anna Guzowska, polska bibliotekarka (ur. 1929)
- 27 lutego – Maria Kownacka, polska pisarka (ur. 1894)
- 2 marca – Philip K. Dick, amerykański pisarz science fiction (ur. 1928)
- 3 marca – Georges Perec, francuski eseista, pisarz i filmowiec (ur. 1936)
- 6 marca – Ayn Rand, amerykańska pisarka (ur. 1905)
- 25 marca – Hugo Huppert, austriacki poeta, prozaik, eseista, krytyk literacki i tłumacz (ur. 1902)
- 30 kwietnia – Maria Kozaczkowa, polska poetka (ur. 1910)
- 5 maja – Irmgard Keun, niemiecka pisarka (ur. 1905)
- 10 maja – Peter Weiss, niemiecki dramatopisarz (ur. 1916)
- 16 maja – Jerzy Krzysztoń, polski pisarz (ur. 1931)
- 6 czerwca
  - Maria Bechczyc-Rudnicka, polska pisarka i tłumaczka (ur. 1888)
  - Kenneth Rexroth, amerykański poeta, pisarz, eseista (ur. 1905)
- 18 czerwca
  - Djuna Barnes, amerykańska pisarka modernistyczna (ur. 1892)
  - John Cheever, amerykański pisarz (ur. 1912)
- 11 lipca – Meša Selimović, bośniacki pisarz (ur. 1910)
- 13 sierpnia – Adam Ważyk, polski poeta, prozaik, eseista i tłumacz (ur. 1905)
- 14 września – John Gardner, amerykański powieściopisarz i krytyk literacki (ur. 1933)
- 12 października – Howard Sackler, amerykański dramaturg (ur. 1929)
- 25 października – Karl Bruckner, austriacki pisarz dla dzieci i młodzieży (ur. 1906)
- 30 października – Iryna Wilde, ukraińska pisarka (ur. 1907)
- 18 listopada – Heinar Kipphardt, niemiecki prozaik, poeta i dramaturg (ur. 1922)
- 21 grudnia – Józef Jachimek, polski pisarz (ur. 1902)
- 24 grudnia – Louis Aragon, francuski powieściopisarz i poeta (ur. 1897)

## Nagrody
- Alfred-Döblin-Preis – Gert Hofmann
- Bokhandlerprisen – Anne Karin Elstad za Senere, Lena
- James Tait Black Memorial Prize – Bruce Chatwin za Na Czarnym Wzgórzu
- Kritikerprisen (Norwegia) – Åge Rønning(inne języki) za Kolbes reise
- Nagroda Bookera – Thomas Keneally za Listę Schindlera
- Nagroda Cervantesa – Luis Rosales
- Nagroda Goethego – Ernst Jünger
- Nagroda Goncourtów – Dominique Fernandez za Dans la main de l'Ange
- Nagroda Kościelskich – nagrody nie przyznano
- Nagroda literacka Rady Nordyckiej – Sven Delblanc za Samuels Bok
- Nagroda Nobla – Gabriel García Márquez
- Nagroda Pulitzera (beletrystyka) – John Updike za Królik jest bogaty (Rabbit Is Rich)
- Nagroda Pulitzera (poezja) – Sylvia Plath za Wiersze zebrane ( The Collected Poems)
- Nagroda Renaudot – Georges-Olivier Châteaureynaud za La Faculté des songes
- Nagroda Stregi – Goffredo Parise za Il sillabario n.2
- Premio Nacional de Poesía – Antonio Colinas za Poesía, 1967–1981
- Premio Nadal – Fernando Arrabal za La torre herida por un rayo
- Premio Rómulo Gallegos – Fernando del Paso za Palinuro de México
- Prix Femina – Anne Hébert za Les Fous de Bassan
- Somerset Maugham Award – William Boyd za A Good Man in Africa oraz Adam Mars-Jones za Lantern Lecture
- Whitbread Book Awards – Bruce Chatwin za Na Czarnym Wzgórzu
- Wielka Nagroda Akademii Duńskiej – Per Højholt